# Византийская эпистолография
Византийская эпистолография — искусство написания писем, один из жанров византийской литературы, в количественном отношении самый значительный. Искусство написания писем было популярно среди византийских интеллектуалов и рассматривалось как разновидность риторики. Как риторический жанр, византийская эпистолография воспроизводила классические эллинистические образцы, начиная от Платона, Аристотеля и посланий апостола Павла. Хотя написание писем практикуется со времён Хаммурапи, только у древних греков были впервые сформулированы теоретические принципы этого жанра. Старейшие практические руководства по написанию писем принадлежат (псевдо)-Деметрию Фалерскому, представителю второй софистики Филострату (ум. 247) и христианскому богослову Григорию Назианзину. Они сформулировали принципы, согласно которым читатель ожидает от автора письма прежде всего ясности мысли, выраженной кратко и талантливо. В VII веке эпистолярная традиция эпистолографии прервалась примерно на 150 лет. Затем жанр возродился в IX веке благодаря монаху Феодору Студиту, а наивысшего расцвета достигал в XI—XII и XIV—XV веках.
Существовали определённые правила написания писем: их размер, как правило, составлял около 400 слов, что позволяло письму уместиться на листе пергамента, они редко включали формулы приветствия и прощания, а также дату написания. Стиль их тщательно проработан и в нём можно проследить влияние эпидейктической риторики. Значительное внимание уделялось подчёркиванию отношений между автором письма и адресатом, вручение письма могло дополняться сопроводительным подарком или стихами. Письма раннего периода византийской истории написаны на латыни, греческом, коптском и сирийском языках, но начиная с VII века использовался исключительно греческий. В собраниях, как правило, сохранялись письма только одного из адресатов, но в некоторых случаях можно проследить общение с обеих сторон. Сохранившиеся письма принадлежат представителям всех слоёв византийского общества, от императоров до солдат и монахов.
До нашего времени дошли преимущественно литературные письма; частная переписка сохранилась практически исключительно на папирусах в Египте. Византийские письма оцениваются противоречиво в качестве исторического источника, и многими исследователями эта ценность вообще отрицается. Начиная со второй половины XX века исследование византийской эпистолографии развивается в нескольких направлениях: ведётся работа над научными изданиями сборников писем, пополняются просопографические базы данных и строятся графы, изучаются язык и стиль писем.

## Корпус византийской эпистолографии

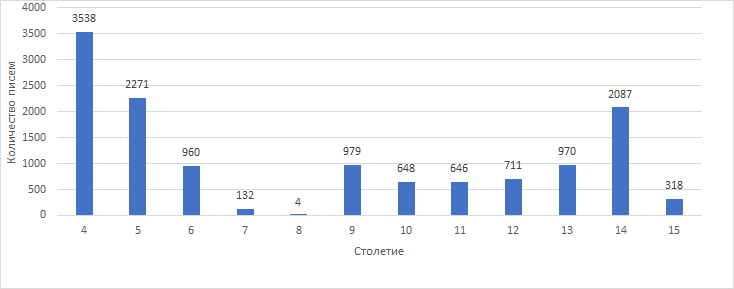
Количество византийских писем по столетиям. Данные на 2007 год

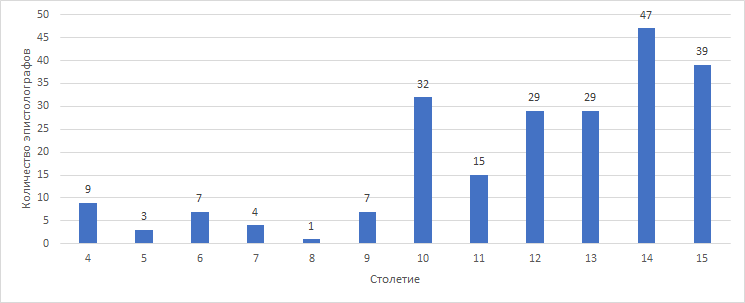
Количество византийских эпистолографов по столетиям. Данные на 2007 год

Сохранившиеся письма принадлежат представителям всех слоёв византийского общества, от императоров до солдат и монахов. Оценка количества сохранившихся греческих писем IV—XV веков постоянно уточняется, и по данным на 2010 год их приблизительно 15 480 в 280 коллекциях. Сохранилась только незначительная часть произведённого за более чем тысячелетие эпистолярного материала — только в редких случаях известны послания обоих корреспондентов, и только в 70 коллекциях насчитывается более 15 писем. Для периода X—XII веков приводится оценка в примерно 2000 писем в 27 сборниках. Известны имена 355 поздневизантийских (1204—1453) эпистолографов, написавших более 5900 писем, из которых на начало 1970-х годов было опубликовано 3642 письма. По характеру географического распределения писем можно выделить два периода: если до VI века письма распределены по всему региону восточного Средиземноморья (преимущественного его юго-восточной части), то после IX века практически все авторы связаны с Константинополем. Почти все авторы писем мужчины, и только к XIV веку относится первое известное письмо, написанное женщиной — Ириной Хумненой (ок. 1292 — до 1360). Мужчины также составляют подавляющее большинство адресатов. С социальной точки зрения византийские эпистолярии практически полностью принадлежали к высшим слоям общества. Однако даже для наиболее популярных эпистолярных сборников количество известных рукописей несравнимо меньше числа рукописей, в которых сохранились произведения других жанров. Большинство писем было известно только непосредственным участникам переписки, и только самые известные сборники сохранились в одном или двух экземплярах — по сравнению с, например, 850 рукописями агиографического труда Симеона Метафраста.
Сборники литературных писем составлялись и редактировались после смерти их авторов. Тексты в них только внешне относились к эпистолярному жанру, и представляли, фактически, риторические и философские трактаты. Таковы письма Платона и Фукидида, более поздние сборники наставительных писем Сенеки и Музония Руфа. К этому же типу относят философские письма Аполлония Тианского и духовные наставления апостола Павла. В позднеантичный период составление фиктивных писем было частью обучения в риторических школах в качестве упражнения на персонификацию (προσωποποιεία) и подражанию персонажу (ἠθοποιεία). Частные письма долгое время не рассматривались как заслуживающие внимания, и первыми получившими широкую известность из писем, не предназначавшими для публикации были, вероятно, письма Цицерона. Позднее было опубликовано много сборников личных писем, из которых наибольшую известность получили письма Плиния Младшего императору Траяну и оратора Фронтона. Для читателей они были ценны не своим содержанием, а как образец для подражания и источник идей, поэтому в сборниках их располагали не в хронологическом порядке, а из эстетических соображений. Процесс формирования коллекций писем был непрерывным. Поздневизантийский автор Иосиф Вриенний советовал прежде чем передать письмо в руки гонца поместить его в книгу с другими письмами. Подобные книги вели Никифор Григора, Иоанн Хортасмен, Михаил Гавра (из трёх томов его переписки с 1400 письмами сохранился только один). Перед отправкой копировал свои письма влиятельнейший монах Феодор Студит, в результате чего было составлено пять книг его переписки. После смерти автора их переписывали и собирали в антологии. Некоторые авторы тщательно подходили к составлению сборников своих писем. Так, во всех 77 известных письмах митрополита Иоанна Мавропа (XI век) устранены сведения об адресатах — как объясняет в одной из эпиграмм сам митрополит, таково было его намерение, поскольку он хотел сохранить только лучшие письма, и чтобы они воспринимались как литературные произведения. Большинство поздневизантийских писем также претерпели редакторскую обработку, которую можно обнаружить сравнением писем в различных рукописных «изданиях». Обработка включала в себя корректировку текста, изменение порядка писем в сборниках, исключение некоторых эпистолярных произведений.
Современная типизация античных писем существенно проще, чем предлагавшаяся древнегреческими теоретиками. В крупной папирологической базе HGV, содержащей данные для всего греко-римского мира, письма делятся на три типа: официальные, деловые и частные. В статье для энциклопедии Паули-Виссова Йоханнес Сикутрис делит письма согласно их содержимому на частные, литературные, в форме речей, деловые, стилизирующие другие жанры, смешанные и прочие. Простую схему приводит немецкий византинист Герберт Хунгер:
- Деловые письма (Amtliche Briefe) писали с конкретными целями, не предполагая их последующую публикацию. Крупные архивы таких писем обнаружены в Египте: Зенона из Кавна (III век до н. э.), Аврелия Исидора (конец III — начало IV веков). После смерти императора Юлиана его деловые письма включили в состав публикуемых сборников. Из более поздних, имеют большое значение архивы патриархов Николая Мистика, Григория Кипрского, Афанасия I и Михаила Пселла.
- Частные письма (Reine Privatebriefe) также содержат обращение к одному конкретному адресату по практическому вопросу. Письма этой группы в наименьшей степени риторичны.
- Литературные письма (Literarische Brife) не подразумевали реакцию на какое-то неотложное событие и подразумевали возможность публикации[комм. 1]. Среди них выделяются
  - Дидактические письма (Didactische Briefe) писали с воспитательной целью. Крупнейшие сборники поучительных писем богословской направленности принадлежат перу Исидора Пелусиотского (около 2000 писем) и Нила Постника (около 1000), патриарха Фотия, Симеона Евхаитского и Михаила Глики. Разнообразных культурных и научных тем касаются письма Михаила Пселла, в письмах Арефы Кесарийского и Иоанна Мавропа обсуждаются вопросы грамматики.
  - Посвятительные письма (Widmungsbriefe);
  - Миметические письма (Mimetische Briefe);
  - Письма-образцы (Klischeebriefe). Помимо указанных выше, обширные компиляции эпистолярных образов составили в X веке «Анонимный преподаватель» и в XII веке Иоанн Цец. Последнему принадлежат также комментарии и методические рекомендации по работе над стилем писем[20].
- Литературные частные письма (Literarische Privatebriefe).

## Исторический обзор

### Предыстория: письма в греко-римском мире

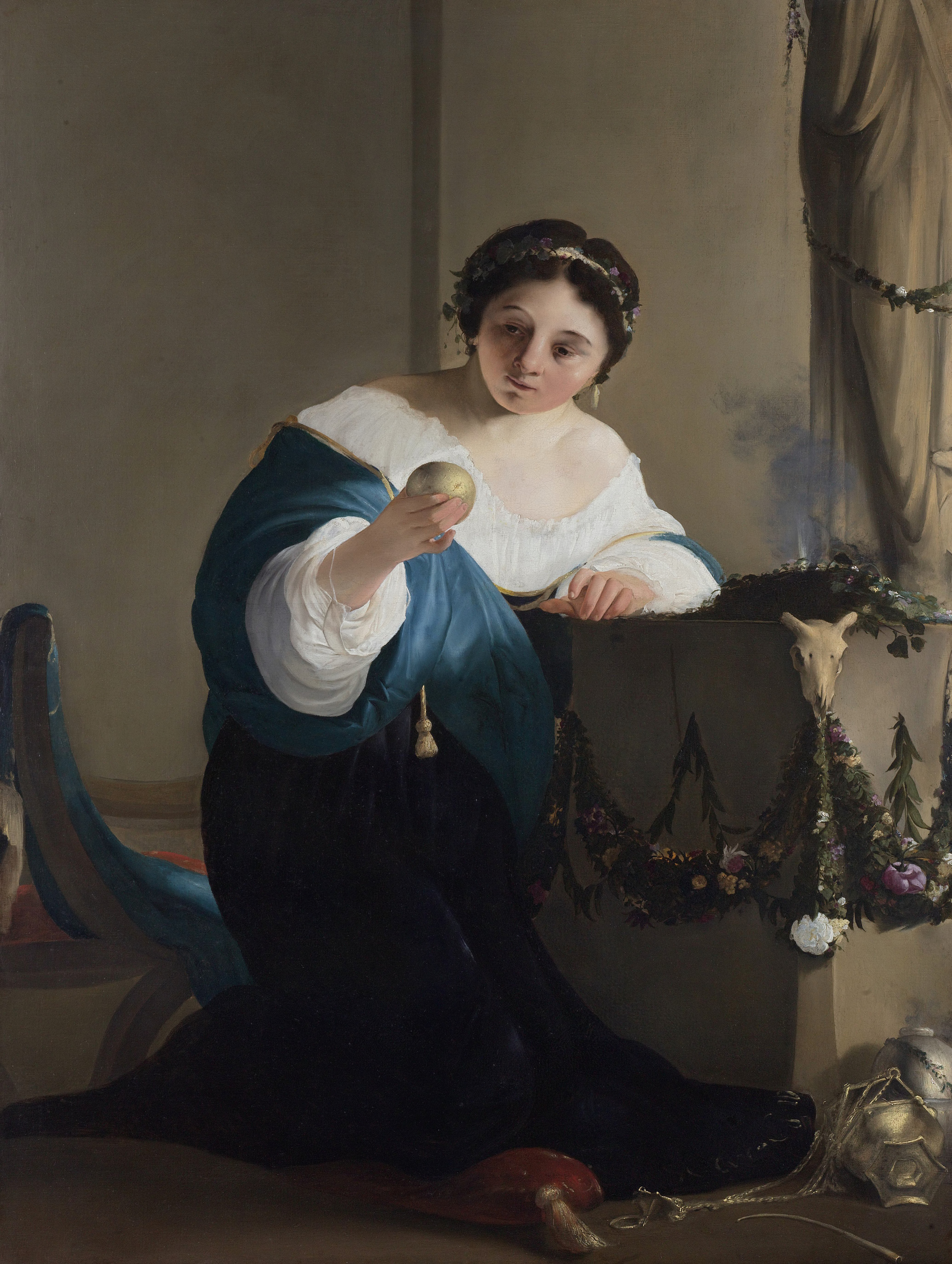
В одном из посланий, входящих в сборник Овидия «Героиды», юноша пишет девушке своё послание на яблоке. Картина Паулюса Бора «Кидиппа с яблоком Аконтия», XVII век

Слово др.-греч. ἑπιστολή («письмо») происходит от глагола ἑπιστέλλειν, обозначавшего передачу сообщения на расстоянии, как письменного, так и устного — в таком смысле оно используется у Фукидида (V век до н. э.), но у Ксенофонта (IV век до н. э.) его смысл ограничивается только письменной формой. С развитием технологий менялись материалы, используемые для написания писем. Во времена Гомера это были глиняные таблички (др.-греч. δέλτος, πίναξ), подобные тем, которые находят в Кноссе и Пилосе, и покрытые воском деревянные. Послание VI века до н. э. с острова Березань нацарапано на свинцовой табличке, такая технология встречается и тысячу лет спустя. Наиболее предпочтительным материалом был привозимый из Египта папирус (др.-греч. βύβλος), на котором писали чернилами тростниковым пером. В Афинах этот материал был известен не позднее 490 года до н. э.
Имя первого человека, отправившего письмо, не сохранилось. Христианский писатель II—III веков Климент Александрийский, ссылаясь на современника Геродота Гелланика, приписывает эту честь персидской царице Атоссе, а Диодор Сицилийский легендарному законодателю Харонду. В научной литературе появление писем в греко-римской литературе часто связывают с «Илиадой» Гомера, в которой Прет вручил Беллерофонту «злосоветные знаки». В классической драме письма использовались для указания на тайные и зловещие сообщения, как письмо Федры в «Ипполите» Еврипида. Вероятно, такое отношение отражало политическую обстановку в демократических Афинах VI—V веков до н. э., где все важные вопросы должны были решаться публично и открыто. Древнейшая переписка, о которой нам известно со слов Геродота, велась в начале 520-х годов до н. э. между фараоном Амасисом II и Поликратом Самоским. Папирологические источники эллинистического периода подтверждают, что к III веку до н. э. письма широко применялись для ведения частных и официальных дел. После смерти Александра Македонского и распада его империи количество официальных писем существенно увеличилось.
После подчинения Греции Риму латинская литература заимствовала её риторические приёмы, и эпистолярный жанр получил дальнейшее развитие у Цицерона, Сенеки и Плиния Младшего. В греческой литературе начиная со II века развитие эпистолографии связано с направлением, известным как «вторая софистика». Изменившиеся политические условия, отсутствие политической самостоятельности, привело к усилению роли риторики. Как писал софист Элий Аристид, «насколько предпочтительнее командовать, чем прислуживать, настолько предпочтительнее говорить о необходимом, чем действовать». В этот период подражание классическим образцам получает широкое распространение и возникает искусственный стиль литературного языка — «аттикизм», максимально близкий языку аттической прозы IV века до н. э. Во II—III веках три представителя «второй софистики», Алкифрон, Клавдий Элиан и Филострат Лемносский написали несколько сборников писем. Они не внесли значительного вклада в теорию эпистолографии, и по прежнему основным эстетическим критерием письма служит ясность (др.-греч. σαφήνεια). Теоретические рассуждения софистов касаются преимущественно вопроса о том, как достичь этого эффекта, и в каком отношении письмо должно стоять к аттикизму. У Алкифрона аттицизм проявлялся в миниатюрных зарисовках из жизни низших классов на темы из «Новой комедии». Повторяя основные положения Деметрия, Филострат утверждал, что «речь в письме должна казаться и более аттической, чем обычная речь, и более обычной, чем аттическая: строить её надо просто, не лишая вместе с тем приятности».
Эпистолярный жанр интенсивно использовала греческая и римская бюрократия. Существовало множество типов официальных писем в соответствии с их назначением. Послания эллинистических правителей подчинённым городам назывались προστάγματα или διαγράμματα, указания чиновникам — ἐντολαί, петиции царям — ντεύξεις. Эпистолярный формат применялся и для заключения договоров (χειρόγραφον). Деловые и официальные письма зачастую копировали с минимальными изменениями из более ранних образцов. В римский период номенклатура официальных писем стала ещё детальнее, а их структура более выраженной. Таким образом, с течением времени понятие «письма» менялось, в результате чего среди современных исследователей в отдельных случаях возникают разногласия относительно возможности отнесения к эпистолярному жанру того или иного документа.

### Развитие жанра
Считается, что греческая эпистолография стала «литературным фактом» в первые века нашей эры. Теоретические обоснования этого наблюдения ведутся в двух основных направлениях. Согласно одному из них, причиной стало развитие литературной теории и распространение риторики в школьном образовании. Истоки литературного факта ищут и в сфере культуры, переменах в психологии и морали. В последнем случае выделяется две тенденции: соотнесение перемен с распространением христианства, либо с чем-то другим. В данном разделе будут рассмотрено влияние литературной теории на развитие эпистолярного жанра.

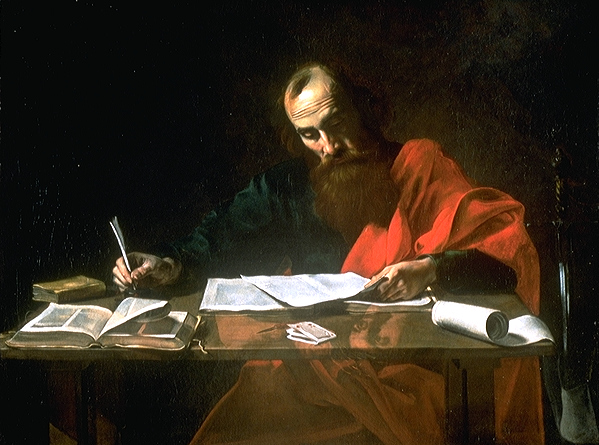
Апостол Павел пишет свои послания, картина Валантена де Булонь, ок. 1620 года

Некоторое представление о том, как следует писать письма можно найти у ученика Аристотеля Феофраста, согласно которому высокомерный человек «в письмах не пишет: „Ты сделаешь мне одолжение“, но „Мне желательно“, „Я послал человека, чтобы получить от тебя“ и „Чтобы так оно и было“, „Без промедления!“». Вероятно, в этот период базовые навыки эпистолографии преподавали в школах, во всяком случае, такой вывод можно сделать из однотипности композиций сохранившихся писем. Два из древнейших сохранившихся руководств ранее приписывали философу III века до н. э. Деметрию Фалерскому, но в настоящее время установлено, что в обоих случаях это были более поздние авторы. Первое из руководств, «О стиле» (De elocutione), датируют примерно в диапазоне от середины II века до н. э. до I века до н. э. В отличие от более поздних руководств, оно содержит только теоретические рассуждения, без образцов. Письмо определяется в нём как «сжатое выражение дружеского расположения и рассказ о простых вещах простыми словами». Другому псевдо-Деметрию приписывают ещё руководство «О типах писем» (Τύποι ἑπιστοικοί, Formae epistolicae), формирование которого завершилось только в III веке. К этому времени древнегреческая эпистолография накопила богатый опыт, начиная с фиктивных писем в исторических и художественных произведениях, писем Аристотеля правителям и философам, до фантастических инсценировок Мениппа, сочинявшего письма от имени богов. Из предшествующих теоретиков жанра псевдо-Деметрий ссылается на издателя диалогов Аристотеля, Артемона, утверждавшего, что письмо следует писать также, как диалог, половиной которого оно является. На примере произведений великого философа Деметрий показывал, что к письму предъявляются другие требования, нежели диалогу, прежде всего, изящество и краткость. Далее в своём руководстве Деметрий перечисляет 21 тип письма и даёт пояснения, как и когда их следует применять. Так, дружеский тип письма адресуют не только другу, но иногда такой стиль выбирают правители или полководцы при обращении к подчинённым, а пренебрежительным письмом можно сделать вид, что не считаешь себя униженным. В руководстве не уделено внимания технологии написания писем, не упоминаются фразы приветствия и прощания. Не вполне ясно, использовалось ли это руководство на практике; вероятно, оно имело скорее методологическое значение.

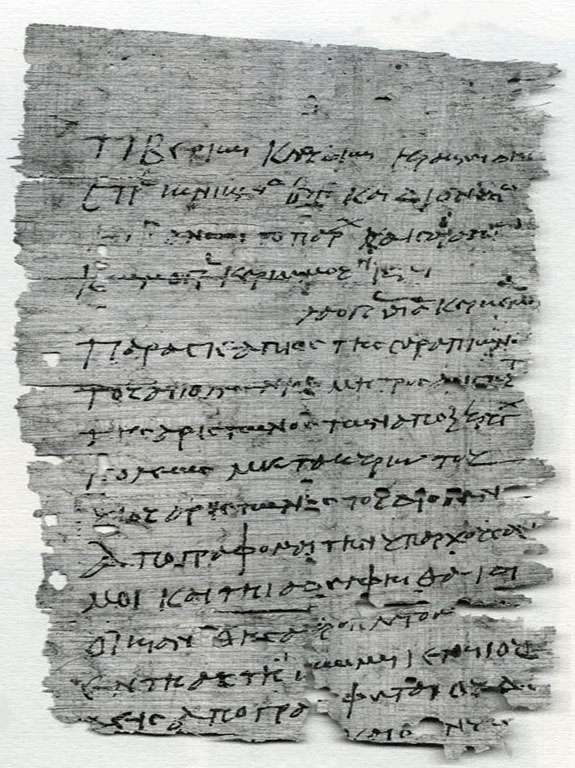
Письмо домовладельцы Юлии Дионисии из Оксиринха гимнасиарху Аврелию Аммонию по поводу своего дома. P. Oxy. 77, 19 мая 223 года

Популяризацию эпистолярной практики в середине IV века связывают с деятельностью риторической школы Либания, к числу учеников и корреспондентов которого принадлежали такие видные языческие и христианские ораторы, как император Юлиан, богословы Иоанн Златоуст, Василий Великий, Григорий Назианзин и ритор Афтоний. Сохранилась огромное количество писем этого периода — около 1600 одного только Либания. Некоторые из них содержат упражнения по составлению речей и посланий, которые Либаний предлагал своим ученикам. В качестве примеров он предлагал как лучшие образцы, так и наименее удачные письма из тех, которые ему доводилось получать. Ставя в пример своего товарища по афинской школе Клематия, он указывает на качества хорошо составленного послания: ясность мысли и аттический язык позволяют почувствовать благородный характер. Этим требованиям вполне удовлетворяют письма Юлиана. В примерно ста письмах этого императора содержатся его раздумья о роли правителя, о борьбе с противниками его религиозных и философских взглядов, сведения исторического и биографического характера. В конце IV века три принципа жанра сформулировал Григорий Назианзин. Согласно первому из них, необходимо писать письма соразмерно: «… не надо ни слишком длинно описывать события, когда их мало, ни слишком скупо, когда их много». Принцип ясности требовал избегать ненужных логических рассуждений, и «больше склоняться к разговорной речи; короче говоря, то письмо самое лучшее и красивое, которое убедит и простого человека и человека образованного, первого — своей общедоступностью, второго — тем, что оно отступает от общеупотребительности и само по себе понятно». Наконец, очарования письма можно достичь умеренным употреблением шуток, поговорок и риторических фигур. Завершает и обобщает теоретическое развитие эпистолярного жанра второй софистики анонимный трактат «О стилях писем» (Έπιστολιμαίοι χαρακτἤες, Characteres epistolici), существующий в двух версиях, одна из которых приписывается Проклу, а другая Либанию. Они существенно старше, чем учебник псевдо-Деметрия, и датируются IV—VI веками, хотя не ясно, какая из версий старше. В руководстве псевдо-Либания приводится классификация писем на 41 подвид, из которых только 13 совпадает с выявленными псевдо-Деметрием. Среди новых типов — письма любовные, посвятительные, наставительные, загадочные и другие. Последний тип получил название «смешанного», допуская варьирование стилей. Заданность типов, однако, не исключала необходимости проявить оригинальность в частностях. Письмовник псевдо-Либания существует в многочисленных рукописях, за столетия обращения он дополнялся интерполяциями, некоторые из которых значительно превосходили оригинал по размеру.
Указанными руководствами практически исчерпывается перечень доступных византийцам формальных учебников эпистолографии. Помимо этого можно указать только отдельные главы в более общих учебниках риторического искусства. В посвящённой письмам главе трактата «Ars rethorica» теоретика римской риторической школы Юлия Виктора (IV век), отмечается важность принятия во внимание характера адресата. Его классификация, видимо, в силу принадлежности к другой эпистолярной традиции, включает только два типа писем — деловые и личные. В монографии южноафриканского богослова Абрахама Малерба приводится ещё несколько сохранившихся фрагментарно на папирусах эпистолярных руководств ранневизантийского периода. После тысячелетнего перерыва эпистолография получила теоретическое рассмотрение в энциклопедии Иосифа Ракендита, составленной в первой половине XIV века. Осуждая тех современников, которые составляют письма, слишком похожие на настоящие речи, этот учёный монах советовал включать в послания «изречения мудрецов, так называемые апофегмы, пословицы», но избегать вычурного летописного стиля, «ораторской или ритмической прозы либо, по крайней мере, пользоваться ею весьма умеренно». Высшее изящество, по мнению Ракендита, заключается в вставленных стихах Гомера или какого-нибудь древнего неизвестного поэта. Столь полное отсутствие руководств учебников эпистолярного мастерства в средний и поздний периоды, учитывая многочисленность сочинений такого рода у арабов и на латинском Западе, где ars dictaminis процветал, сложно объяснить. С одной стороны богатая предшествующая традиция и миметическая направленность литературы делала излишним создание новых руководств, с другой, по предположению профессора Стратиса Папаиоанну (Stratis Papaioannou), в Византии большее значение имели не правила письма, а авторский выбор. При таком подходе стилистически выверенное письмо становилось продуктом хорошего образования, которое было доступно относительно небольшому числу людей. Традиции и условности, несомненно присутствуя в византийской эпистолографии, проходили через фильтр субъективных установок, выражая тем самым авторскую индивидуальность. Поясняя свою мысль, Папаиоанну указывает на пример сложной интертекстуальности в одном из писем Иоанна Мавропа, где он задаётся вопросом — если, согласно традиции, он должен быть немногословен, то почему же он должен присылать щедрые подарки? На буквальном уровне речь идёт о лаконической краткости писем и об обычае присылать вместе с письмами подарки. При этом образованный читатель должен был оценить аллюзию на известное место из «Илиады» (3.214), где Менелай описывает Атрида как «немногословного» (др.-греч. οὐ πολύμυθος). В результате неологизм Мавропа (букв. «немногодарный», др.-греч. οὐ πολύδορος) изящно оттенял скудость его подарка.

### Эпистолярная практика

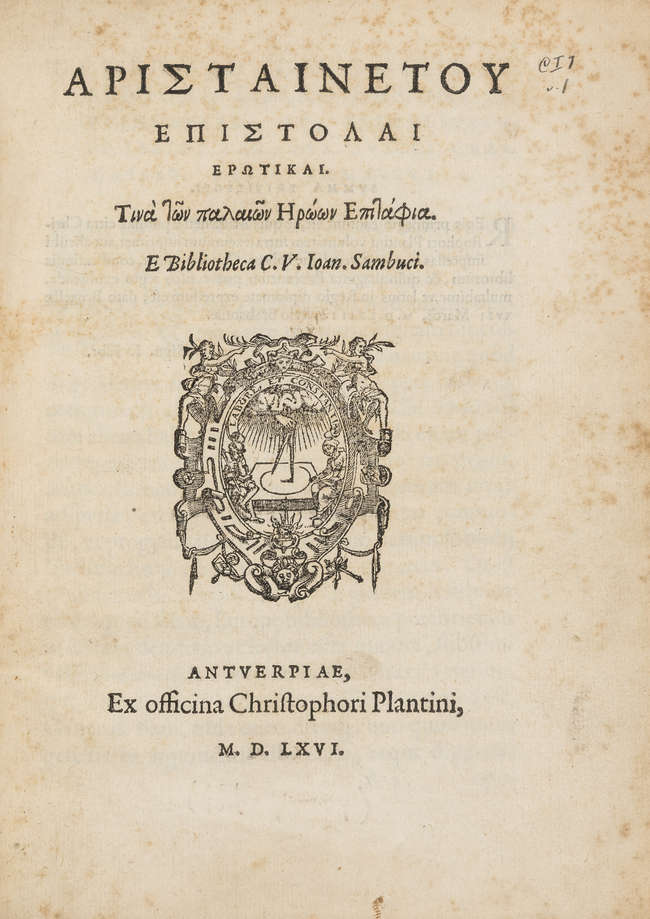
Титульная страница первого издания «Любовных писем» Аристенета, издание Христофора Плантена, Антверпен, 1566 год

Начало второго периода византийской эпистолографии, рассматриваемого как переходный к средневизантийскому, малопродуктивно. К VI веку относятся письма псевдо-Дионисия Ареопагита, которые ближе к философским трактатам, и фиктивные письма Аристенета. Десять писем псевдо-Дионисия Ареопагита относятся к традиции, начатой Афанасием Александрийским, то есть являются письмами только внешне, представляя собой философские монологи. В них нет таких обычных приёмов, как обращение к адресату или риторических украшений и эпитетов. В отличие от них, псевдоэпистолография Аристенета и Феофилакта Симокатты (первая половина VII века) более традиционна и относится к поджанру, известному с античности, хотя и не очень распространённому. Две книги «Любовных писем», дошедшие под именем Аристенета, принадлежат, возможно, разным авторам. Эпистолярная форма в них используется как традиционная условность, и произведение можно рассматривать как переходное к средневековой новелле. Однако оно во многих отношениях сближается с античной эпистолографией: именами героев, упоминанием древнегреческих празднеств и обычаев, сюжетами и мотивами и текстовой близостью с авторами от Гомера до Лукиана и Филострата Старшего. Несмотря на то, что многие письма почти целиком составлены из фраз, написанных античными прозаиками и поэтами, получившееся в результате произведение оригинально и выдержано в едином стиле и идейной направленности. 85 фиктивных писем Симокатты написаны в духе авторов «второй софистики» и делятся на три группы: приписываемые знаменитым философам нравоучительные, написанные от лица рыбаков и крестьян бытовые и любовные. В такой последовательности письма сгруппированы в триады. Они не отсылают к реалиям византийской жизни VII века, а их мораль восходит к басням Эзопа, языческой мифологии и христианским поучениям. По мнению Т. Поповой, стилистическими ориентирами для Симокатты были ритор III века Алкифрон, писавший от имени рыбаков, земледельцев, параситов и гетер, и, в большей степени, его современник Филострат. Более поздние подражатели Алкифрона не известны. В Средние века письма Симокатты ценились более, чем его «История» и были в начале XVI века переведены на латынь Коперником.
В начале IX века эпистолярный жанр вновь обрёл популярность как функциональный элемент политической и религиозной борьбы. Хотя письма и не стали распространённым форматом выражения глубоких идей, сохранилось множество философских писем таких важных авторов, как теоретик монашества Феодор Студит, патриархи Фотий и Николай Мистик, архиепископ Арефа Кесарийский, Никита Пафлагон и других. Авторы писем VII—IX веков живо откликались на идейный споры своего времени, от полемики Максима Исповедника против монофелитства до Фотиевой схизмы и спора о четвёртом браке императора Льва Мудрого. Во время второго периода иконоборчества (814—842) церковные власти пытались изолировать лидеров движения иконопочитателей, многие из которых были изгнаны. Благодаря обширной переписке сосланного в Вифинию Феодора Студита (759—826) с монахами, епископами, настоятелями и церковными иерархами сформировалась фактически «церковь в изгнании». В своих письмах он часто затрагивал практические вопросы непростой церковной жизни в этот период гонений, давая советы и утешение своим единомышленникам. По сравнению с Аристенетом и Феофилактом Симокаттой, Феодор Студит в своём эпистолярном творчестве позволяет себе отдельные отступления от античных образцов. У него можно найти не только классические пассажи о том, что в письме отражается душа и характер пишущего или похвалы адресату за ранее полученное от него послание, но и стилистические новации. Удлинённые обращения в адресату и использование самоуничижительных эпитетов («червяк», «недостойный раб» и т. п.), витиеватые выражения подобострастия, огромное количество следующих один за другим риторических вопросов в дальнейшем станут характернейшими чертами византийской эпистолографии. Обширная переписка настоятеля Студийского монастыря (известно 564 его письма) подразделяется на шесть неравных по объёму частей, различающихся тематически и стилистически. Являясь активным участником иконоборческих споров, примерно 40 своих писем Феодор отправил иконоборцам и в разные монастыри. Десять из этих писем составлены в форме катехизиса, то есть вопросов и ответов — такой тип писем до этого не встречался. Вторая группа писем касается догматических и моральных вопросов. Третья и четвёртая, под влиянием Василия Великого, обращена к монахам со словами утешения или поддержки для тех из них, которые оставили свои обязанности. Пятая группа писем, наиболее интересная историкам, обращена представителям высшей церковной и государственной власти, в том числе императору и папе. Крупнейшая часть собрания писем Студита включает письма друзьям, знакомым и ученикам. Отдельно исследователи отмечают значительное место в переписке настоятеля женщин, к которым обращено 76 его писем. В раннехристианской эпистолографии переписка отцов Церкви с набожными и высокопоставленными женщинами была обычным явлением. После V века ситуация радикально изменилась, и письма Студита сторонницам иконопочитания отмечают возрождение прерванной традиции. В этих посланиях он высоко оценивает моральные и христианские добродетели своих корреспонденток, почитая их как исповедниц и мучениц.
Первые признаки восстановления жанра после «Тёмных веков» уже видны в письмах патриарха Фотия (ум. 896), хотя полемический аспект значителен и у более поздних авторов Николая Мистика и Арефы Кесарийского. Письма Фотия лишены каких-либо следов риторики и просты по форме, что позволяет подчеркнуть значимость их содержания. Свои эстетические принципы он выразил следующим образом: «Не думай, будто я говорю, что искусство, сила и мощь красноречия состоят в чрезмерности и напыщенности, уродующих естественную прелесть слова цветистыми украшениями и с помощью накладных красок превращающихся в нечто недоразвитое и вялое. И не в том оно заключается, чтобы принять мрачный вид и забыть об улыбке, чураться всего полезного, на всё напускать глубокий туман и неясность, запутывать и навсегда запугивать простецов мраком, будто бы присущим мудрости…». Обобщающих исследований, посвящённых письмам среднего периода византийской истории, нет. Для X века наиболее полный перечень авторов писем подготовил Жан Даррузе («Épistoliers byzantins du Xe siècle», 1960), большое значение имеет также монография Густава Карлссона («Idéologie et cérémonial dans l'épistolographie byzantine. Textes du Xe siècle analysés et commentés», 1959). Помимо упомянутых выше Николая Мистика и Арефы Кесарийского, примечательны письма митрополита Льва Синадского, в конце X века посетившего с посольствами Рим для поддержки антипапы Иоанна XVI и Ахен для обсуждения заключения династического брака. Александр Каждан отмечает мягкий юмор и сарказм этих писем; в 1985 году вышло их научное издание с английским переводом. Коллекциями Иоанна Мавропа (ок. 1000 — ок. 1092), Михаила Пселла (1018 — ок. 1078) и Феофилакта Охридского (ок. 1055 — после 1107) исчерпывается перечень крупных эпистолярных собраний XI века, помимо этого можно указать только Симеона Нового Богослова, Михаила Керулария и Никиту Стефата. Далее до 1204 эпистолярная традиция передаётся непрерывно — от Феофилакта к его родственникам Торникам, Дмитрию и его сыновьям, затем к Феодору Продрому, Михаилу Италику, достигает вершины у Иоанна Цеца и далее до конца XI века у Евстафия Солунского и братьев Хониатов. Фактически, однако, падение Константинополя в 1204 году не стало значимой вехой в эпистолографии, и письма Евфимия Малаки (ок. 1115 — до 1204) мало чем отличаются от писем Димитрия Хоматиана, Иоанна Апокавка или даже Михаила Гавры (ок. 1290 — после 1350). По мнению авторов фундаментального справочника по византийскому источниковедению И. Караяннопулоса и Г. Вайсса, наивысшего расцвета жанр достигал в XI—XII и XIV—XV веках.
Главной тенденцией средневизантийской эпистолографии считается усиление «деконкретизации», проявляющееся в стремлении авторов избегать конкретных сведений о жизни того или иного человека или событии. По мнению британского византиниста Ромилли Дженкинса, «для нас письмо — это сообщение, сопровождаемое выражением личного отношения; византийское письмо — это безличная риторическая загогулина, которая либо не содержит никакого сообщения, либо, если это не так, сообщение настолько неясно и наполнено аллюзиями, что почти непознаваемо». Таково длинное письмо архиепископа Феофилакта Охридского к императору Константину X Дуке с какой-то важной для отправителя просьбой, суть которой из самого письма для современного читателя остаётся неясной. Вероятно, по давно сложившейся традиции саму просьбу на словах должен был передать письмоносец. Письма Феолакта являются ценным источником по экономической, социальной и политической истории Византийской Болгарии. Помимо традиционных дружеских писем, в эпистолярном наследии Феофилакта есть достаточно редкие рекомендательные (συστατικες) и поминальные письма. Их необычность проявляется во введении в повествование третьего лица, необходимости охарактеризовать отношение автора и читателя к нему. В случае рекомендации возникает дополнительная необходимость описать проблему, в разрешении которой требуется участие адресата, а с поминальными письмами связана теоретическая сложность введения элемента трагедии, несвойственного эпистолярному жанру. Важность писем Феофилакта Охридского была осознана ещё в Новое время, и первое издание писем Феофилакта было подготовлено Йоханнесом Меурзием в 1617 году. В последующие столетия продолжалась работа над рукописями и уточнением известных писем, но по состоянию на 2016 год их научное издание так и не вышло.
Письма палеологовского периода, сохраняя общие для византийской эпистолографии черты, имеют заметные особенности. Различия, по мнению Маргарет Маллет, проистекают из-за изменившегося образа жизни византийцев из высших классов, ставшего более космополитичным. Если для интеллектуалов XII века жизнь вне столицы была изгнанием, то для Димитрия Кидониса в конце XIV века она подразумевала тягостную необходимость узнавать плохие новости лично или от знакомых. Обсуждение придворных интриг у Кидониса или Никифора Григоры (ок. 1295 — ок. 1360) или военных походов у императора Мануила II было немыслимым для средневизантийских эпистоляриев. Причину этого исследовательница видит в большей степени близости интеллектуалов ко власти в период поздней империи, чем во времена Комнинов. Обсуждаются в письмах и другие общественно значимые вопросы — исихазм, споры об объединении церквей, территориальные потери империи. Описание Чёрной смерти 1347 года Кидонисом не имеет аналогов в предшествующей эпистолографии.

## Эмотивность и дружба в письмах
Большинство исследователей отмечают изменения в эпистолярной практике, произошедшие в первые века нашей эры и, как правило, в качестве объяснения этого явления указывают на распространение христианства. Действительно, начиная с посланий апостола Павла, Игнатия, Поликарпа и Климента эпистолярная форма была популярна у христианских эпистолографов, которые, опираясь на античную традицию, привнесли в неё совершенно другую проблематику. В письмах Великих каппадокийцев ставятся новые эстетические, богословско-философские, гносеологические вопросы. Одновременно с этим они следовали классическим приёмам, и также, как их античные предшественники, выражали радость по поводу полученного послания, видели в письмах душу собеседника и воображали, читая письмо, его присутствие. Однако не все христианские авторы следовали традиции — таковы например, письма епископа Афанасия Александрийского, лишённые риторических украшений, и заполненные от начала до конца чисто деловым содержанием. Несколько теоретических новаций было введено в позднеантичной латинской эпистолографии. Епископ Павлин Ноланский переформулировал традиционное представление о том, что письма являются несовершенной заменой личного присутствия. Наоборот, считал он, идеальный контакт посредством писем более возвышен, чем непосредственный. Отсутствие корреспондента он мыслил как аналогию отсутствия божества, и обмен письмами приобретал в такой трактовке характер священнодействия. Однако относительно того, как соотносится специфическая христианская эпистолография с эпистолографией широких масс, существуют полярные точки зрения. Итальянский папиролог Аристиду Кальдерини предположил, что благодаря новой религии в переписку между бедными и богатыми проникли чувства уважения и сострадания, однако детальные семантические исследования, за пределами нюансов словоупотребления, не позволяют выявить особенности мироощущения христиан и язычников.
Если до II века письма в основном были посвящены хозяйственным делам или денежным просьбам, то в более поздних речь всё чаще идёт об эмоциональном и физическом состоянии корреспондентов. Из 8044 греческих папирологических писем, содержащихся в базе «Trismegistos Texts Database» на 1 января 2017 года, 4736 были помечены как частные, из которых 440 писем выражали ту или иную эмоцию. Примерно треть эмоционально окрашенных писем описывают ощущения автора письма от отсутствия возможности непосредственного общения с адресатом. Нередки сожаления по поводу расставаний и пожелания здоровья или выздоровления — не лишние, учитывая среднюю продолжительность жизни 35 лет в греко-римском Египте. Письма жителей римского Египта чрезвычайно сентиментальны, а изображаемая ими картина жизни чрезвычайно мучительна. Авторов писем страшат одиночество, болезни и смерть, или их предчувствие, они просят своих корреспондентов приехать как можно скорее. Здоровье было не единственным источником тревог египтян — хозяйственные заботы, измена супруга, пренебрежение к кротости и бедности нередки в письмах II—IV веков. По наблюдению Аркадия Ковельмана, письма II—IV веков являются отражением изменившейся морали, по сравнению с моралью предыдущей эпохи более сконцентрированной на отношении к чувствам и добродетелям. Новое отношение морали, по мнению российского историка, вызвано двумя противоречивыми обстоятельствами: распространением конфликтов и призывами к прощению и терпению. Одновременно с этим в письмах фиксируются и новые эмоции — жажда милосердия, повышенная чувствительность и т. п. В середине X века тема болезни и смерти снова становится популярной во всех литературных жанрах. Медицинскими исследованиями занимался Михаил Пселл, Анна Комнина оставила детальное описание смерти своего отца. Из эпистоляриев ипохондрические мотивы наиболее сильно заметны у Феофилакта Охридского.
Древнегреческое слово φιλία, использовавшееся позднее и византийцами, не сразу приобрело значение с подразумеваемой не только ментальной, но и социальной связью. Во времена Гомера оно имело смысл «гостеприимства», но в Новом Завете оно характеризовало духовные взаимоотношения Христа с апостолами. Не позднее III века Климент Александрийский интерпретировал слово в смысле межличностных отношений в духе аристотелевской этики. Хорошо изучена эволюция дружеских посланий в греческой эпистолографии — можно сказать, это её главная тема. Её можно проследить от писем римской аристократии начиная с Цицерона, а затем Плиния Младшего. Ведение переписки с высокопоставленными адресатами на приятные темы приобрело социальный смысл, поскольку выражение дружбы и пожелания здоровья помогали поддерживать отношения с друзьями-политиками. С расширением Римской империи возник обширный слой провинциальной элиты, и римские аристократические манеры были восприняты в крупных эллинистических центрах. Среди обнаруженных в Египте папирусов сохранились тысячи дружеских писем. В тех случаях, когда можно установить имя отправителя, это, чаще всего римляне, греки или эллинизированные египтяне из высших слоёв общества, получившие греческое образование. Такие дружеские письма назывались φιλικός или φιλοφρονητικός. С темой дружбы связано особенно большое число клише — упоминание знаменитых мифологических друзей, игра слов с использованием слова φίλτρον (в значении любовная магия оно встречалось уже в письмах Великих каппадокийцев), «друг это второе Я» и т. д. Филофронетические письма нередко сопровождались подарками. А. Ковельман отмечает, что дружелюбие писем не отрицает наличие конфликтных ситуаций. С одной стороны, если переписка является проявлением дружеских чувств, то отсутствие писем — признак пренебрежения к корреспонденту, и сетования на ленность в написании писем является распространённой темой. С другой стороны, многочисленность писем родственникам (то есть отсутствие личного общения) указывают на распад традиционной семьи. В трудах отца Церкви Аврелия Августина было переосмыслено классическое понятие дружбы (лат. amicitia), которое предполагало совершенно иной тип посланий, в котором высказывались откровенные суждения и порицание ошибок. Согласно Августину, лишённые критики дружеские отношения являются «сплошным обманом», и могут стать причиной (а в его случае так и произошло) впадения в ересь. Вместо этого правильным является поддержание «христианской дружбы», разделяемой между всеми христианами, в которой нормальным является указание другу на его ошибки. Напротив, отношение к дружбе другого отца Церкви IV века, Василия Великого, более традиционно, и мало чем отличается от взглядов Либания и императора Юлиана. Григорий Назианзин видел в дружбе онтологическое единство, «одну душу в двух телах».
По оценке Александра Каждана, к дружбе в X—XII веках у византийцев было крайне настороженное отношение. Монах Симеон Новый Богослов утверждал, что дружбы не существует, а «есть только тяга к пустой болтовне и совместной жратве». Опасаться друзей больше, чем врагов советует с своём «Стратегиконе» Кекавмен. Тем не менее, тема дружбы по прежнему занимает видное место в письмах образованных византийцев. Всесторонне это понятие рассмотрено в письмах историка и писателя Михаила Пселла, по мнению которого основой настоящей дружбы являются прежде всего общие научные интересы. Внушительная корреспонденция Пселла (более 500 уже опубликованных писем) ещё не исследована в полном объёме, и принципы её классификации ещё не выработаны. Среди адресатов Пселла восемь императоров, три патриарха, высшие чиновники, митрополиты и епископы. Особенно много значили для Пселла отношения, установившиеся во время учёбы в школе Иоанна Мавропа с соучениками и самим Мавропом. Переписка бывших учителя и ученика продолжалась почти на протяжении жизни обоих. Поддерживал отношения со своими бывшими учителями и видный государственный деятель конца X века Никифор Уран, оттачивая в переписке с ними своё эпистолярное мастерство.
Дружеские связи византийских эпистолографов имели совершенно определённое социальное измерение, и чаще всего представляли собой хрупкие, не симметричные и не взаимные отношения, имеющие больше сходства с отношениями клиента и покровителя. С этой точки зрения дружеские письма можно разделить на две группы — те, которые писали представители светской и духовной аристократии с целью упрочить свой статус, и те, чьи авторы пытались таким образом подняться по социальной лестнице. Формируемые благодаря переписке связи между представителями византийской интеллектуальной элиты являются популярным направлением исследования в последние десятилетия. Достаточно большим для проведения таких исследований числом адресатов, к сожалению, обладает не так много эпистолографов. Одним из них является митрополит Михаила Хониата (1138 — ок. 1222), брат знаменитого историка. Покинув в первой половине XII века Малую Азию, свою дальнейшую карьеру Михаил продолжал в Константинополе, Афинах, основе Кеос и закончил в монастыре близ Фермопил. Среди адресатов его 181 письма 80 высокообразованных и высокопоставленных персон, преимущественно мужчин. Письма демонстрируют широкий круг интересов их автора и его чувство юмора. Одним из корреспондентов Хониата был его учитель, архиепископ Евстафий Солунский (ок. 1115 — ок. 1195), чья переписка также сохранилась. 48 писем Евстафия существенно менее информативны относительно сети контактов, в них больше внимания уделяется стилю, подаркам и прочим церемониальным моментам. Новым в его письмах является использование в качестве литературного материала повседневной жизни, ранее презираемой в византийской литературе. Из всех византийских авторов Евстафий, вероятно, больше всего обращал внимание на эстетическое совершенство плодов, вина и других продуктов питания.

## Процесс: от написания до получения

### Написание образцовых писем

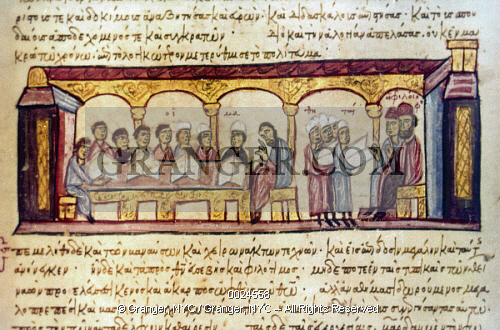
Константинопольская философская школа, иллюстрация из мадридской рукописи хроники Иоанна Скилицы, XIII—XIV века

Написание образцовых, стилистически правильных писем требовало особых навыков, выработке которых были посвящены эпистолярные руководства. Особенно трудны были вступления, и даже такой известный литератор как митрополит Михаил Хониат прибегал к готовым компиляциям. Грамотный автор мог написать своё послание и сам, но чаще надиктовывал секретарю (amanuensis, librarius, servus ab epistulis). В знак особого расположения автор мог сделать к письму собственноручную приписку, постскриптум. Представители низших слоёв общества писали письма сами на основании полученного в школах образования, хотя специальной посвящённой написанию писем дисциплины не было. Базовые конструкции приводятся в грамматических учебниках Дионисия Фракийского (I век до н .э.) и Аполлония Дискола (II век). Обучение эпистолографии заключалось в выполнении упражнений (прогимнасмат) согласно образцам. Лучшими считались письма Григория Назианзина, Григория Нисского, Либания. В IX веке патриарх Фотий особенно рекомендовал читать письма Синезия и Василия Великого. Слегка изменённые образцы встречаются в наследии Феодора Студита, Иоанна Мавропа, Феофилакта Охридского, Евфимия Малаки, Иоанна Хортасмена и Димитрия Кидониса. Образовательный процесс сам по себе также становился темой писем. Наиболее интересны в этом смысле 122 письма «Анонимного преподавателя», школьного учителя конца X века. Из них перед читателям предстаёт раздражительный небогатый холостяк, поглощённый делами своей школы и литературными занятиями.
Византийцы предъявляли довольно существенные требования к письмам — ведь они должны были являть собой «источник свежести в пустыне», «светоч в темноте» и «песню Орфея». Письма, с одной стороны, должны были быть личными и доверительными, а с другой стороны предназначались для публикации или публичного прочтения; быть абстрактными и касаться повседневной жизни, формальными и эмоциональными. Существовал ряд особенностей и структурных элементов, воспроизводившихся на протяжении столетий в письмах византийцев. Простая форма приветствия («А приветствует Б») была инвертирована уже в ранневизантийский период с целью поставить адресата на первое место. Это могло означать как христианскую скромность автора, так и его уважение к социальному статусу адресата. Тогда же классическое латинское пожелание здоровья Si tu vales bene est; ego valeo («Если ты здоров — хорошо, я тоже здоров») было вытеснено формами с абстрактными обращениями и появились выражения из лексикона придворного церемониала. Аналогично произошло с формулами прощания. Хотя простое ἔρρωσο встречается и в средне- и поздневизантийских письмах, более распространённой была просьба в конце письма молиться за автора или вспоминать о нём. Важнейшей частью письма, на которой сосредотачивалось всё внимание читателя, был проэмий, вступление. Согласно литературной теории, при написании письма необходимо было придерживаться принципа краткости (συντομία). Его соблюдение давало автору возможность, с одной стороны, внезапно закончить письмо, а с другой — изящно извиниться за его пространность. Либаний неоднократно подчёркивал свою приверженность идеалу βραχυλογία, способности в нескольких словах высказать всё необходимое. Письма должны были быть краткими («аттические» письма до 400 слов), или очень краткими («лаконические» письма). Почти во всех крупнейших сборниках писем «лаконические» письма в 3—6 строк составляют значительную часть. Для достижения особой выразительности применялись стилистические приёмы парономазия и асиндетон. Многие византийцы, однако, любили читать длинные письма, и некоторые авторы уступали этим желаниям.
Как и многие другие жанры византийской литературы, эпистолярный имел в своей основе миметическое подражание античным образцам. Согласно Герберту Хунгеру, это проявилось в использовании некоторых мифологических образах, сохранившихся в массовом сознании византийцев. Несколько широко распространённых топосов восходит к этому источнику: упоминание Гермеса, как божественного покровителя эпистоляриев; необоримое желание автора письма встретиться со своим адресатом, которому для сокращения расстояния необходимы крылатые сандалии Персея; голос сирен, которым автор письма искушает или очаровывает читателя (последняя интерпретация характерна для более позднего периода). Все эти восторженные обороты часто вызывали упрёки в лицемерии в адрес византийских эпистлографов со стороны современных исследователей. Г. Хунгер на это замечает, что «высокая культура невозможна без некоторой социальной неискренности».

### Отправка и получение

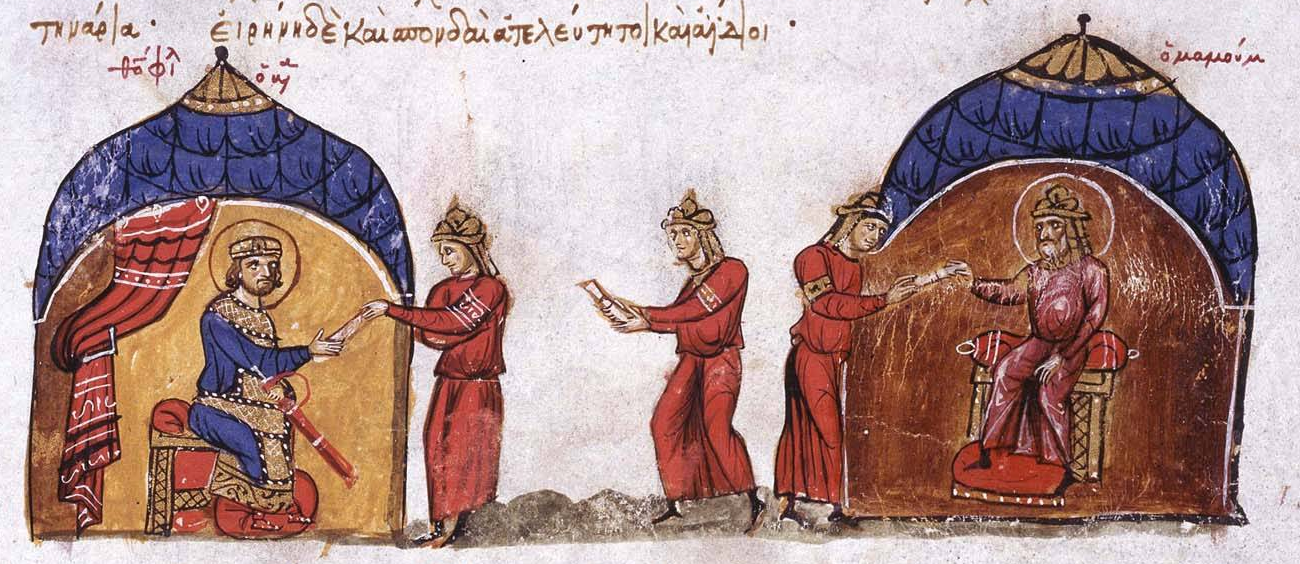
Последовательность событий при отправке письма (справа налево), иллюстрация из мадридской рукописи хроники Иоанна Скилицы, XIII—XIV века

Почтовая служба появилась в Греции при Александре Македонском, была развита его преемниками, а затем римлянами. На рубеже нашей эры император Октавиан Август организовал cursus publicus по образцу курьерской службы эллинистического Египта. По сравнению с предшествующими, эта система давала возможность более надёжной доставки корреспонденции, поскольку один и тот же человек принимал послание у отправителя и передавал адресату. Поскольку использование cursus publicus для доставки личной почты формально не допускалось, или было слишком дорого, приходилось прибегать к услугам друзей или иным оказиям. Письма зачастую терялись при доставке или доставлялись долго, тайна переписки не гарантировалась. Гонцу, доставлявшему письмо, часто поручалось сообщить устное приветствие и передать подарок. Чаще всего в качестве подарка выступали свежие фрукты и овощи. Порча фруктов при транспортировке удалённым корреспондентам также отмечается эпистоляриями, а Маргарет Маллет отмечает символическую важность часто передаваемой с письмами рыбы в разных видах, для которой свежесть крайне важна. С доставкой писем связаны две классические оппозиции, часто воспроизводившиеся в византийских письмах. Первая из них связана с представлением о письме как о преграде и мосте, чувстве одиночества и присутствия, им вызываемого. В 398 году Синезий Киренский писал, что «за телесным отсутствием возлюбленного письмо способно дать образ присутствия, видимость беседы, удовлетворяя тем самым порывы души». Во времена Михаила Пселла утверждение о видимости присутствия приобрело характер «закона». Близкие по смыслу образы включали противопоставление далёкого и близкого, воображаемого путешествия и его тягот. Второй важной парой противоположностей были доверие и недоверие, возможность предательства и возникновения ложных слухов, возникающая из-за риска несанкционированного прочтения письма. Как следствие, упоминания в письмах третьих лиц и внешних событий редки, и общение писателя и читателя осуществляется в известном им обоим контексте. Соответственно, передаваемая через гонца устная часть послания могла дополнять или удостоверять письменную. Как писал Синезий, «С удивительным Геронтием шлю тебе это послание, с письмом одушевленным — неодушевленное, прими же их! Последнее отправляю более по обычаю, чем из нужды поговорить с тобой, ибо воспоминания о тебе сопряжены со мной, а этот юноша сможет рассказать обо мне куда больше тысячи писем». Письма также запечатывали печатями.
Получение письма было столь же эмоционально и символически насыщено, как и отправление. Симеон Метафраст так описывал момент вручения: «Я распечатал его [письмо] и сразу посмотрел на его длину, так же, как жаждущий бросает взгляд на размер чаши, прежде чем напиться». Процедура собственно прочтения писем в источниках не описана, но хорошо известно о том, как происходило последующее публичное обсуждение. Практика публичного чтения писем существовала уже в Поздней античности. В одном из своих писем (№ 1583) Либаний рассказывает о случае когда он, получив великолепное письмо от своего ученика Василия говорит «Я победил», имея в виду, что эпистолографическая победа ученика означала и триумф его учителя. В соответствующей системе метафор, письмо считалось «ребёнком» своего автора, тогда как учитель автора считался «дедом» письма. Как отмечает И. П. Медведев, в ходе последнего византийского Возрождения XIV—XV веков среди интеллектуалов возобновилась мода на создание «салонов» или «театров». Под «театром» понималось помещение, в котором происходило литературное или философское действо, и его участники. Поводом для собрания могло быть обсуждение нового литературного произведение, выступление кого-либо с речью и, в частности, зачитывание писем. В середине 1390-х годов император Мануил II Палеолог в письме к преподавателю своих детей Феодору Кавкадену писал:
То, что ты написал, было зачитано в небольшом, но не лишённом достоинства театре. Там были люди, которые вовремя умели сказать слово в нём и мнение которых ценилось среди литераторов. Из них один восхищался порядком слов, другой — красотой выражения, третьих поразила сжатость мыслей, то, что такое обилие их заключено в немногих словах. Каждый аплодировал чему-то особенному, а все вместе — всему произведению в целом. Мне тоже всё это казалось не менее превосходным, чем тем, кто топал и кричал от радости, хотя я и сидел помалкивая. И от чего я испытал особенно удовольствие и что я считаю самым важным из твоих суждений, так это то, что ты по достоинству оценил чувство меры: ибо чересчур уж страстно желая добиться осуществления того, о чём ты писал (что, впрочем, естественно), ты, тем не менее, сумел избежать всякой неумеренности.
Исход представления в театре не был предрешён, это мог быть как бурный восторг, когда театр «сотрясался от аплодисментов», так и освистание с метанием камней в незадачливого оратора. Посредством эпистолографии и театров византийские интеллектуалы в разных городах поддерживали связь между собой. Поздневизантийские литературные письма изначально предполагались для «публикации» через распространение в рукописных сборниках. Для них характерен безличный характер трактуемых сюжетов, сознательный отказ от конкретного и внеситуативность. По мнению Герберта Хунгера, основным критерием и конечной целью написания писем было миметическое подражание классическим образцам.

## Изучение и издание
Высказанную в 1895 году немецким филологом Максом Троем оценку византийских писем как бессодержательных, имеющих разве что незначительную эстетическую и просопографическую ценность, разделяли многие влиятельные византинисты. Карл Крумбахер говорил о письмах писателя XIV века Михаила Гавры, что они «ничто кроме как пустословие; даже рассматриваемый лишь с точки зрения формы этот легкомысленный завиток утомляет благодаря стереотипному повторению одинаковых слов, оборотов и смысла». Современный этап изучения античной и позднеантичной эпистолографии начался в трудах классических филологов конца XIX века и связан с попытками привлечь письма в качестве исторического источника. Применительно к посланиям Нового Завета немецкий филолог Адольф Дейссман разделил «литературные письма» (эпистолы), которые эпистолографы писали с целью последующей публикации, и «настоящие письма», отличающиеся безыскусностью и непредумышленностью. Это различие не было формальным, и цель написания письма определяла его стиль. При таком подходе оказалось, что эпистол существенно больше, чем писем, и положение не спасало даже введение промежуточной категории «эпистолярных писем». Такая классификация не была единственной. Согласно Отто Роллеру, «письмом» является любой кому-то адресованный текст, а «эпистолой» является текст, оформленный некоторым специальным образом, но не предназначенный для отправки адресату. В целом, внимание уделялось преимущественно римским авторам, и для греческой и византийской эпистолографии обобщающих работ, сопоставимых с монографией Херманна Петера («Der Brief in der romischen Literatur», 1910), не выходило.
В начале 1930-х годов греческий филолог Йоханнес Сикутрис выступил с критикой подхода Дейссмана, как неприменимого для культур, в которых преобладают «частные литературные письма» и, соответственно, необходимо разработать новые методы их исследования. Сикутрис полагал ценность писем как исторического источника только потенциальной, соглашаясь с высказанной Троем идеей «деконкретизации». Соответственно, поиск исторических фактов в византийских письмах невозможен, и необходимо осуществлять точную интерпретацию смыслов и нюансов. Согласно Сикутрису интерпретация писем складывается из двух аспектов, филологического и формального. Первый предполагает подготовку научных изданий эпистолярных коллекций, их датировку, установление адресатов и авторов. Формальный аспект связан с вопросом о том, как было написано письма, при каких жизненных обстоятельствах. К сожалению, преждевременная смерть не позволила Сикутрису детально представить свою концепцию и воплотить её в жизнь. Призыв греческого учёного не был услышан, и в следующие два десятилетия работ на эту тему выходило мало, в 1940-е годы можно назвать только большую статью Моники Вагнер о письмах Феодорита Кирского (1948). Византийские письма продолжали критиковать за их риторичность, отсутствие конкретных исторических деталей и общую тривиальность, сложность стиля, рабское следование классическим образцам и стереотипность ответов. Выражая распространённое мнение, издатель и переводчик писем императора Мануила II Палеолога Джордж Деннис в 1977 году писал, что «в целом, византийские письма имеют тенденцию быть формальными и безличными и, кто-то может сказать, ужасно скучными». Важной работой, в которой письма рассматривались прежде всего с литературной точки зрения, стала соответствующая глава в монографии Герберта Хунгера. Там же приведён наиболее полный перечень важнейших изданий и исследований по состоянию на 1978 год. Весьма благожелательно охарактеризовала жанр Маргарет Маллет. По её мнению, для византийских эпистоляриев — как бы это ни раздражало историков-позитивистов — внешние факты представляли побочный интерес, в отличие от схваченной в моменте ментальности и эмоций. В этом смысле византийские письма ближе к лирической поэзии и, в какой-то степени, её заменяют.
Обобщающих работ по античной, позднеантичной и византийской эпистолографии, или хотя бы посвящённых им сборников статей, к настоящему времени нет. Внимание в имеющихся работах преимущественно уделено типологии писем, а также попыткам проникнуть с их помощью во внутренний мир автора, руководствуясь представлением Деметрия Фалерского о письмах, как зеркале души. До начала XXI века практически не предпринимались попытки провести всеобъемлющий анализ литературных и культурных практик, приводивших к появлению отдельных писем, регулировавших процессы их обмена и коллекционирования. То есть, за отдельными письмами признавалась ценность исторических источников или они могли быть использованы для изучения отдельных областей знания (например, письма апостола Павла), но за ними не предполагалось наличие какой-то скрытой ментальности. Серия посвящённых поздневизантийской историографии статей В. А. Сметанина, оформленная в 1987 году в итоговую монографию, предлагает систематический взгляд на предмет исследования, его методологию и место в общих византийских исследованиях. Эти работы остались практически не известны зарубежным византинистам. Предлагаемая В. Сметаниным методология предполагает изучение структуры письма, в которой выделяются две главные части: формульная, основа которой (семантема) образует «риторический формуляр», и содержательная (апангелия), которая представляет собой собственно сообщение и является связующим звеном между формулами.
В отсутствие обобщающих работ, со второй половины XX века существенно возросло число исследований, посвящённых отдельным эпистоляриям и изданий коллекций писем. В своём важном обзоре тенденций в изучении византийской эпистолографии Питер Хэтли (Peter Hatlie) из Университета Далласа называет ряд авторов, чьё наследие в последние десятилетия изучается наиболее интенсивно: Василий Великий, Феодор Студит, Николай Мистик, Михаил Пселл и Димитрий Кидонис. Среди новых тенденций, возникших в конце века XX следует упомянуть использование компьютерных технологий для выявления частоты употребления отдельных слов и выражений, а также построения графа взаимосвязей между корреспондентами. Из последних можно указать посвящённую Феофилакту Охридскому монографию Маргарет Маллет (1996). В 1988 году все классические эпистолярные учебники (два трактата псевдо-Деметрия, руководство псевдо-Либания и отрывок из «Ars rethorica» Юлия Виктора) были переведены на английский язык и изданы Абрахамом Малербом.

### Избранные издания
- Памятники позднего античного ораторского и эпистолярного искусства II—V веков / Отв. ред. М. Е. Грабарь-Пассек. — М. : Наука, 1964. — 232 с.
- Преподобный Феодор Студит. Творения. — М. : Сибирская Благозвонница, 2012. — Т. III (Письма. Творения гимнографические. Эпиграммы. Слова). — ISBN 978-5-91362-577-9.
- Синезий Киренский. Полное собрание творений / Перевод с древнегреческого, статья, комментарии Т. Г. Сидаша. — СПб., 2014. — Т. II. Письма. — 456 с. — ISBN 978-5-4240-0093-5.
- The Letters of Manuel II Palaeologus / Text, trans., and notes by G. T. Dennis. — Dumbarton Oaks, 1977. — 252 p.
- Demetrius Kydones. Briefe / Übersetzt und Erläutert von F. Tinnefeld. — Stuttgart, 1981. — 299 p. — ISBN 3-7772-8120-4.
- Letters of Gregory Akindynos / Greek text and english translation by A. C. Hero. — Dumbarton Oaks, Research Library and Collection, 1983. — 465 p. — ISBN 0-88402-107-6.
- The Correspondence of Leo, Metropolitan of Synada and Syncellus / Greek Text, Translation, and Commentary by M. P. Vinson. — Dumbarton Oaks, 1985. — 143 p. — ISBN 0-88402-136-X.
- The Letters of Ioannes Mauropous Metropolitan of Euchaita / Greek text, translation, and commentary by A. Karpozilos. — Thessalonike : Association for Byzantine Research, 1990. — 280 p.
- Aristaenetus. Erotic letters / Intr., tr. and ann. by P. Bing and R. Höschele. — 2014. — 147 p. — ISBN 978-1-58983-742-3.

### Исследования
на английском языке
- Ebbeler J. Tradition, Innovation, and Epistolary Mores // A Companion to Late Antiquity / Ed, by Ph. Rousseau. — 2009. — P. 270—284.
- Grünbart M. From Letter to Literature: A Byzantine Story of Transformation // Medieval Letters: Between Fiction and Document / Ed. by Ch. Høgel, E. Bartoli. — Brepols, 2015. — P. 291—306. — ISBN 978-2-503-55520-1.
- Hatlie P. Redeeming Byzantine Epistolography // BMGS. — 1996. — Vol. 20. — P. 213—248. — doi:10.1179/byz.1996.20.1.213.
- Kaprozelos A. Realia in Byzantine Epistolography X—XII c. // Byzantinische Zeitshrift. — 1984. — Vol. 77, no. 1. — P. 20—37. — doi:10.1515/byzs.1984.77.1.20.
- Kaprozelos A. Realia in Byzantine Epistolography XIII—XV c. // Byzantinische Zeitshrift. — 1995. — Vol. 88, no. 1. — P. 68—84. — doi:10.1515/byzs.1995.88.1.68.
- Klauck H.-J., Bailey D. P. Ancient Letters and the New Testament: A Guide to Context and Exegesis. — Baylor University Press, 2006. — 504 p. — ISBN 978-1-932792-40-9.
- Mullett M. The Classical Tradition in the Byzantine Letter // Byzantium and the Classical Tradition. — 1979. — P. 75—93.
- Mullett M. Epistolography // The Oxford Handbook of Byzantine Studies. — 2008. — P. 882—893.
- Mullett M. Theophylact of Ochrid: Reading the Letters of a Byzantine Archbishop. — Routledge, 2016. — ISBN 9780860785491.
- Kazhdan, Alexander, ed. (1991). The Oxford Dictionary of Byzantium. Oxford University Press: Oxford and New York. ISBN 0-19-504652-8.
- Papaioannou S. Letter-Writing // The byzantine World / Ed. by P. Stephenson. — Routledge, 2010. — P. 188—199. — ISBN 0-203-81725-7.
- Poster C. A Conversation Halved: Epistolary Theory in Greco-Roman Antiquity // Letter-writing Manuals and Instruction from Antiquity to the Present: Historical and Bibliographic Studies / Ed. by C. Poster, L. C. Mitchell. — 2007. — P. 21—51. — 346 p. — ISBN 978-1-57003-651-4.
- Rosenmeyer P. Ancient Epistolary Fictions: The Letter in Greek Literature. — Cambridge University Press, 2001. — 370 p. — ISBN 0 511 01777 4.
- Sarri A. Material Aspects of Letter Writing in the Graeco-Roman World. — De Gruyter, 2018. — Vol. 12. — 388 p. — (Materiale Textkulturen). — ISBN 978-3-11-042695-3.
- Wagner M. A Chapter in Byzantine Epistolography the Letters of Theodoret of Cyrus // Dumbarton Oaks Papers. — 1948. — Vol. 4. — P. 119—181. — JSTOR 1291050.

на немецком языке
- Hunger H. Die Hochsprachliche profane literatur der Byzantiner. — München, 1978. — Т. I. — 542 p. — ISBN 3 406 01427 5.
- Karayannopulos J., Weiss G. Quellenkunde zur Geschichte von Byzanz (324—1423). — Wiesbaden : Otto Harrassowitz, 1982. — Т. I. — 661 p.
- Sykutris I. Epistolographie // Paulys Realencyclopädie der classischen Altertumswissenschaf. — 1931. — Vol. Supplementband V. — P. 185—220.

на русском языке
- Ковельман А. Б. Частное письмо в греко-римском Египте II—IV вв. н. э. как литературный факт // Вестник древней истории. — 1985. — № 174. — С. 134—154.
- Любарский Я. Н. Михаил Пселл: личность и творчество // Две книги о Михаиле Пселле. — СПб. : Алетейя, 2001. — 544 с. — (Византийская библиотека). — ISBN 5-89329-401-7.
- Медведев И. П. Византийский гуманизм XIV—XV вв.. — СПб. : Алетейя, 1997. — 340 с. — (Византийская библиотека). — ISBN 5-89329-027-5.
- Миллер Т. А. Античные теории эпистолярного стиля // Античная эпистолография. — 1967. — С. 5—25.
- Попова Т. В. Письма императора Юлиана // Античная эпистолография. — 1967. — С. 226—259.
- Попова Т. В. Византийская эпистолография // Византийская литература. — 1974. — С. 181—230.
- Сметанин В. А. Эпистолология поздней Византии. Постановка проблемы и обзор историографии // Античная древность и средние века. — 1977. — Вып. 14. — С. 60—76.
- Сметанин В. А. Византийское общество XIII — XV вв. (по данным эпистолографии). — Свердловск, 1987. — 288 с.